# محمد عابد سراج‌الدینی
محمدعابد سراج‌الدینی سیاست‌مدار ایرانی بود، که در  دوره بیست و سوم  به‌عنوان نماینده سنندج در مجلس شورای ملی حضور داشت.